# Codice Molfino
Con il nome di Codice Molfino si intende l'insieme di documenti riguardanti la produzione poetica dell'Anonimo Genovese.

Tale redazione, risalente al XIV secolo, fu scoperta nel 1820 dall'avvocato Matteo Molfino (da cui il nome), e si trova attualmente conservata presso l'Archivio Storico del Comune di Genova.

L'opera, caratterizzata da un gigantesco valore storico-linguistico, in quanto prima testimone di una funzione letteraria della lingua di Genova, contiene 147 componimenti in genovese (il cui primo è databile al 1291) e 35 in latino.